# 亨德森 (密蘇里州)
亨德森（英語：Henderson）是位於美國密蘇里州韋伯斯特縣的非建制地區。

## 歷史
亨德森的郵局於1905年停運。

## 地理
亨德森所處的海拔為高於海平面408米（即1339英呎），而該地所採用的時區為UTC-6，即北美中部時區（CST）。同時該地設有夏令時間，為UTC-6調快一小時，即UTC-5（CDT）。